# Alois Kälin
Pour les articles homonymes, voir Kälin.
Alois Kälin (né le 13 avril 1939 à Einsiedeln) est un ancien sauteur à ski, fondeur et spécialiste suisse du combiné nordique.

## Palmarès

### Jeux olympiques
| Épreuve / Édition | Épreuve / Édition | Innsbruck 1964 | Grenoble 1968 | Sapporo 1972 |
| Combiné nordique  | Combiné nordique  | 12e            | Argent        |              |
| Ski de fond       | 15 km             |                |               | 17e          |
| Ski de fond       | 30 km             |                |               | 7e           |
| Ski de fond       | 50 km             | 20e            | 23e           |              |
| Ski de fond       | 4 × 10 km         | 9e             | 5e            | Bronze       |

### Championnats du monde
| Épreuve / Édition | Oslo 1966 |
| Combiné nordique  | Bronze    |

### Championnat de Suisse
Entre 1962 & 1968, Kälin a remporté à plusieurs reprises[réf. nécessaire] le Championnat de Suisse de combiné nordique.